# Berthold von Moosburg (Bischof)
Berthold von Moosburg († nach 1106) war ein Gegenerzbischof der Erzdiözese Salzburg.

## Leben
Berthold war ein Sohn von Graf Burkhard von Moosburg († nach 1060); sein Großvater mütterlicherseits war Graf Berthold II. von Dießen († nach 1060).
Er wurde erstmals 1085 von Heinrich IV. als Gegenerzbischof von Salzburg eingesetzt, weil Gebhard auf der Synode von Quedlinburg der Bannung Heinrichs zugestimmt hatte. Berthold verwüstete die Güter des Markgrafen Engelbert von Spanheim, der Vogt des Salzburger Erzstiftes war, und das Stift Admont. Engelbert konnte aber die Stadt Salzburg in Besitz nehmen, während sich Berthold auf die Festung Hohensalzburg zurückziehen musste.
Als sich 1086 auch die Bayern und Schwaben unter Herzog Welf gegen Kaiser Heinrich erhoben, musste Berthold fliehen, und Erzbischof Gebhard konnte nach Salzburg zurückkehren.
Nach dem Tod Gebhards im Jahr 1088 konnte Berthold bis 1090 wieder von Salzburg Besitz ergreifen. In diesem Jahr wurde Thiemo zum Bischof von Salzburg gewählt und erhielt das Pallium von Papst Urban II.
1097 gewann Berthold das Gefecht bei Saaldorf, Thiemo musste flüchten, und Berthold wurde erneut Erzbischof. 1106 wurde er von Erzbischof Konrad I. mit militärischer Gewalt vertrieben.